# Jean-Paul Bertrand-Demanes
Jean-Paul Bertrand-Demanes (* 13. Mai 1952 in Casablanca) ist ein ehemaliger französischer Fußballtorhüter.

## Spielerkarriere

### Im Verein
Der 1,92 m lange Torwart, der im damals noch französischen Marokko geboren und in Pauillac im Südwesten Frankreichs aufgewachsen war, spielte während seiner gesamten Karriere für den FC Nantes. Bereits als 17-Jähriger unterschrieb „JPBD“ (auch „der Große“, frz.: le Grand, genannt) dort einen Profivertrag und absolvierte am 4. November 1969 sein Erstligadebüt; dazu war es gekommen, weil vor dem Spiel gegen Olympique Marseille alle anderen Torhüter der Canaris – als „Kanarienvögel“ werden die Spieler des FC Nantes aufgrund ihres gelben Dresses auch gegenwärtig noch bezeichnet – verletzt waren. Nantes gewann 2:1, der Neuling machte seine Sache gegen Marseilles Sturmasse Magnusson und Loubet gut und wurde in dieser Saison noch zwei weitere Male eingesetzt. Zur unumstrittenen Nummer 1 wurde er aber erst 1972 und blieb dies dann bis 1987.
Während der 18 Jahre bei Nantes verzeichnete Jean-Paul Bertrand-Demanes eine Vielzahl an Erfolgen. In der Division 1 holte er vier Landesmeistertitel und wurde zudem sechsmal Vizemeister. Einmal gewann er den Landespokal (nach 4:1-Finalsieg über die AJ Auxerre), stand persönlich zwei weitere Male im Endspiel dieses Wettbewerbs (1973 gegen Olympique Lyon 1:2, 1983 gegen Paris Saint-Germain FC 2:3). Bereits 1973 wurde er auch zum Nationalspieler.
Zudem kam er auf insgesamt 39 Einsätze in den europäischen Vereinswettbewerben. Höhepunkt dabei war das Erreichen des Halbfinals im Europapokal der Pokalsieger 1979/80, wo aber der spätere Cupgewinner FC Valencia nach 2:1 und 0:4 weitergehende Titelträume beendete, Tiefpunkt hingegen das Ausscheiden im Landesmeisterwettbewerb 1973/74, als Nantes bereits in der ersten Runde mit 0:1 und 2:2 am dänischen Amateurklub Vejle BK scheiterte.
Von größeren Verletzungen blieb „der Große“ weitgehend verschont, so dass er nur in der Spielzeit 1980/81 länger fehlte (insgesamt dennoch 20 Punktspiele). Als er nach einem letzten Einsatz zu Beginn der Saison 1987/88 die Torwarthandschuhe beiseitelegte, hatte er einen Rekord von 532 Spielen in der Division 1 für ein und denselben Verein aufgestellt, der bis heute (2008) lediglich von einem Spieler in Frankreich übertroffen wurde: Torhüterkollege Jean-Luc Ettori brachte es bis 1994 sogar auf 602 Einsätze für einen anderen Klub. Damit ist JPBD logischerweise auch Rekordspieler seiner Canaris.
Nach einem sehr kurzen Intermezzo in der Marketingabteilung des FC Nantes wandte sich Bertrand-Demanes einer fußballfernen Betätigung zu und führte seither eine Vermögens- und Immobilienverwaltungsfirma in der Gegend um Nantes.

### In der Nationalmannschaft
Jean-Paul Bertrand-Demanes bestritt zwischen November 1973 und Juni 1978 11 A-Länderspiele für die Équipe tricolore.
Unter Nationaltrainer Ștefan Kovács blieb er trotz fünf Einsätzen binnen zwölf Monaten – sein vorerst letztes Spiel war das EM-Qualifikationsspiel gegen die DDR-Auswahl (2:2, Ende 1974) – allerdings nur die Nummer 2 hinter Dominique Baratelli, unter dem Kovács-Nachfolger Michel Hidalgo sogar nur dritter Torwart hinter Baratelli und André Rey.
Erst nachdem Bertrand-Demanes eine exzellente Saison 1977/78 gespielt und Rey sich im Frühjahr 1978 einen Handgelenksbruch zugezogen hatte, lief JPBD wieder für die Bleus auf. Hidalgo berücksichtigte ihn nicht nur für den französischen WM-Kader, sondern stellte ihn beim Turnier in Argentinien von Anbeginn an ins Tor. Im ersten Vorrundenspiel gegen Italien unterlag Frankreich mit 1:2, aber der Torwart erhielt auch in der zweiten Begegnung gegen den WM-Gastgeber das Vertrauen des Trainers. Nach weniger als einer Stunde prallte „der Große“ bei einer Abwehrparade mit dem Rücken gegen den Torpfosten, war kurzzeitig bewusstlos und musste durch Baratelli ersetzt werden. Die folgende zweite 1:2-Niederlage bedeutete nicht nur für Frankreich das vorzeitige Aus im WM-Turnier, auch für Bertrand-Demanes war dieses Spiel sein letztes in der Nationalmannschaft. Im unbedeutenden dritten Gruppenspiel stellte Michel Hidalgo Dominique Dropsy ins Tor, der ab diesem Zeitpunkt zum neuen Stammkeeper wurde.

## Palmarès
- Französischer Meister: 1973, 1977, 1980, 1983 (sowie Vizemeister 1974, 1978, 1979, 1981, 1985, 1986)
- Französischer Pokalsieger: 1979 (und Finalist 1970 [nur nominell], 1973, 1983)
- 11 A-Länderspiele für Frankreich
- Insgesamt 39 Spiele in den europäischen Cupwettbewerben; Halbfinalist im Europapokal der Pokalsieger 1979/80
- Alpenpokalgewinner: 1982
- Mit 532 Erstligaspielen (alle für den FC Nantes)[6] Rang 9 in der Liste der französischen Rekord-Ligaspieler (Stand: April 2008)